# Cercle d'échecs de Monte-Carlo
Cercle d'échecs de Monte-Carlo, monegaški šahovski klub. Europski klupski šahovski doprvak u ženskoj konkurenciji za 2019. godinu. Za djevojčad doprvaka na turniru u Ulcinju nastupile su velemajstorice Humpy Koneru, Pia Cramling, Monika Socko te međunarodne majstorice Deimante Daulyte-Cornette i Almira Skripčenko.